# Manuel Orantes
Manuel Orantes (* 5. února 1949) je bývalý profesionální španělský tenista.
V sedmdesátých a na začátku osmdesátých let se pravidelně umisťoval v desítce nejlepších světových tenistů podle žebříčku ATP. Jeho největším úspěchem je vítězství na grandslamovém turnaji US Open v roce 1975, kromě toho dokázal také postoupit do finále na French Open v roce 1974.
Během své kariéry vyhrál 33 turnajů ATP ve dvouhře:
- 1969 – Barcelona
- 1971 – Barcelona
- 1972 – Řím, Hamburg, Caracas, Brusel, Bastad
- 1973 – Nice, Valencia, Louisville, Indianapolis
- 1975 – US Open, Hamburg, Canada Masters, Cairo, Monte Carlo, Bournemouth, Bastad, Indianapolis
- 1976 – Tennis Masters Cup, Valencia, Mnichov, Kitzbuhel, Teherán, Madrid, Barcelona
- 1977 – Boston, Tokio Outdoor, Indianapolis
- 1978 – Boston
- 1979 – Mnichov
- 1981 – Palermo
- 1982 – Bournemouth

## Davis cup
V letech 1967 – 1980 reprezentoval svoji zemi v Davisově poháru. Odehrál 87 zápasů s vítěznou bilancí 60:27. 2× se přitom utkal i s reprezentací Československa.
- 1971 – Praha – ČSSR:Španělsko – 3:2
- 1972 – Barcelona – Španělsko:ČSSR – 3:2